# Lill-Lövsjön
Lill-Lövsjön är en sjö i Bergs kommun i Jämtland och ingår i Ljungans huvudavrinningsområde. Sjön har en area på 0,395 kvadratkilometer och ligger 686,4 meter över havet. Sjön avvattnas av vattendraget Arån.

## Delavrinningsområde
Lill-Lövsjön ingår i det delavrinningsområde (698054-137895) som SMHI kallar för Utloppet av Lill-Lövsjön. Medelhöjden är 751 meter över havet och ytan är 4,79 kvadratkilometer. Räknas de 4 avrinningsområdena uppströms in blir den ackumulerade arean 39,34 kvadratkilometer. Arån som avvattnar avrinningsområdet har biflödesordning 2, vilket innebär att vattnet flödar genom totalt 2 vattendrag innan det når havet efter 298 kilometer. Avrinningsområdet består mestadels av skog (74 procent) och sankmarker (15 procent). Avrinningsområdet har 0,39 kvadratkilometer vattenytor vilket ger det en sjöprocent på 8,2 procent.